# تساروندول
تساروندول (به بلغاری: Tsarvendol) یک منطقهٔ مسکونی در بلغارستان است که در شهرستان کیوستندیل واقع شده‌است.